# Oliver Norwood
Oliver James Norwood (nascut el 12 d'abril de 1991) és un futbolista professional nord-irlandès d'origen anglès que juga com a migcampista pel Reading FC, al qual va arribar des del Huddersfield Town l'agost de 2014.
Norwood va començar la seva carrera amb el Manchester United, i va jugar cedit al Carlisle United, Scunthorpe United i Coventry City FC. Tot i que va néixer a Anglaterra, i va representar els anglesos a nivell Sub-17, va canviar a representar Irlanda del Nord a partir del nivell Sub-19.

## Estadístiques

### Club
A 7 maig 2016.
| Club                      | Temporada     | Lliga          | Lliga   | Lliga | FA Cup  | FA Cup | Copa de la Lliga | Copa de la Lliga | Altres  | Altres | Total   | Total |
| Club                      | Temporada     | Divisió        | Partits | Gols  | Partits | Gols   | Partits          | Gols             | Partits | Gols   | Partits | Gols  |
| ------------------------- | ------------- | -------------- | ------- | ----- | ------- | ------ | ---------------- | ---------------- | ------- | ------ | ------- | ----- |
| Manchester United FC      | 2009–10       | Premier League | 0       | 0     | 0       | 0      | 0                | 0                | 0       | 0      | 0       | 0     |
| Manchester United FC      | 2010–11       | Premier League | 0       | 0     | 0       | 0      | 0                | 0                | 0       | 0      | 0       | 0     |
| Manchester United FC      | 2011–12       | Premier League | 0       | 0     | 0       | 0      | 0                | 0                | 0       | 0      | 0       | 0     |
| Manchester United FC      | Total         | Total          | 0       | 0     | 0       | 0      | 0                | 0                | 0       | 0      | 0       | 0     |
| Carlisle United (cedit)   | 2010–11       | Lliga One      | 6       | 0     | 0       | 0      | 0                | 0                | 1       | 0      | 7       | 0     |
| Scunthorpe United (cedit) | 2011–12       | Lliga One      | 15      | 1     | 1       | 0      | 1                | 0                | 1       | 0      | 18      | 1     |
| Coventry City FC (cedit)  | 2011–12       | Championship   | 18      | 2     | 0       | 0      | 0                | 0                | —       | —      | 18      | 2     |
| Huddersfield Town         | 2012–13       | Championship   | 39      | 3     | 4       | 0      | 0                | 0                | —       | —      | 43      | 3     |
| Huddersfield Town         | 2013–14       | Championship   | 40      | 5     | 2       | 1      | 3                | 0                | —       | —      | 45      | 6     |
| Huddersfield Town         | 2014–15       | Championship   | 1       | 0     | 0       | 0      | 1                | 0                | —       | —      | 2       | 0     |
| Huddersfield Town         | Total         | Total          | 80      | 8     | 6       | 1      | 4                | 0                | 0       | 0      | 90      | 9     |
| Reading FC                | 2014–15       | Championship   | 38      | 1     | 4       | 1      | 0                | 0                | —       | —      | 42      | 2     |
| Reading FC                | 2015–16       | Championship   | 43      | 3     | 5       | 0      | 2                | 0                | —       | —      | 50      | 3     |
| Reading FC                | Total         | Total          | 81      | 4     | 9       | 1      | 2                | 0                | —       | —      | 92      | 5     |
| Total carrera             | Total carrera | Total carrera  | 200     | 15    | 16      | 2      | 7                | 0                | 2       | 0      | 225     | 17    |

1. 1 2  Appearance in Football League Trophy

### Internacional
A  11 octubre 2015.
| Equip nacional   | Any   | Partits | Gols |
| ---------------- | ----- | ------- | ---- |
| Irlanda del Nord | 2010  | 1       | 0    |
| Irlanda del Nord | 2011  | 4       | 0    |
| Irlanda del Nord | 2012  | 4       | 0    |
| Irlanda del Nord | 2013  | 5       | 0    |
| Irlanda del Nord | 2014  | 7       | 0    |
| Irlanda del Nord | 2015  | 8       | 0    |
| Total            | Total | 29      | 0    |